# Сантия
Сантия̀ (на италиански: Santhià; на пиемонтски: Santcià, Сантча) е градче и община в Северна Италия, провинция Верчели, регион Пиемонт. Разположено е на 183 m надморска височина. Населението на общината е 8746 души (към 2013 г.).